# Hammergänlas

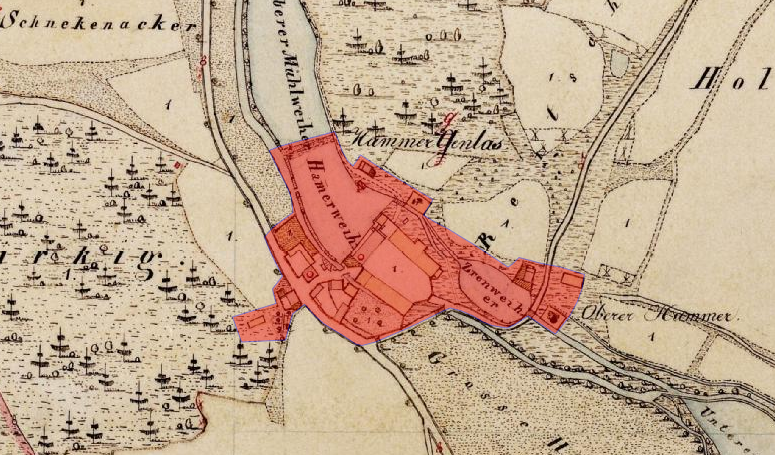
Hammergänglas auf dem Urkataster von Bayern

Hammergänlas ist ein abgegangener Ort im heutigen Truppenübungsplatz Grafenwöhr. Er wurde 1936 mit der Erweiterung des Truppenübungsplatzes zerstört und ist heute ein Bodendenkmal.

## Lage
Der Weiler lag auf 423 m ü. NN an der Frankenohe, einem Nebenfluss der Vils, der dort mehrere Weiher speiste, so auch den Hammerweiher.

## Geschichte
Die Bezeichnung Gänlas leitet sich ab von dem Personennamen Gnendlein, einer Verkleinerungsform für Gnanno. In der zunächst kleinen Ansiedlung wurde bald ein Eisenhammer eingerichtet.

### Hammer und Schloss Hammergänlas
In der Oberpfälzer Hammereinigung vom 7. Januar 1387 wird unter den 64 Unterzeichnern auch „Chvnrad Pflawn mit dem hamer zu den Gnienleins“ genannt.
Hermann Schmückner († um 1465) aus dem gleichnamigen Auerbacher Hammergeschlecht, war danach der Betreiber von Hammergänlas. 1488 besaß den Schienhammer „Gnenleins“ ein Peter Heber. 1542 wird Lorenz Heber als Hammerbesitzer genannt. Die Heber betrieben auch während des Dreißigjährigen Krieges den Hammer. 1625 verließ Hans Balthasar Heber seinen Besitzungen in Gänlas und Rothenbruck und zog nach Nürnberg, da er nicht wieder zum katholischen Glauben konvertieren wollte. Seine zurückgebliebene Frau, Tochter des Gastwirts Held, betrieb das Hammerwerk bis zu ihrem Tode. 1652 wird der ehemalige kaiserliche Rittmeister Hans Dietrich Wolf als Besitzer des Hammers Gänlas genannt. Er verkaufte das Anwesen bald an den Vilsecker Bürger Johann Andrä Merz von Zogenreuth und Hellziechen, der das Werk von 1654 bis 1669 betrieb. 1669 übergab er seiner Tochter den Hammer, sie heiratete Conrad Schreyer von Blumenthal, diese Familie hatte den Hammer 92 Jahre im Besitz. Aus einem Bericht des Johann German Barbing an den Kurfürst Ferdinand Maria vom 16. Januar 1666 heißt es: „Gnälles oder Ganleß: Ein gangbarer Schinhammer. Konrad Schreyer ist dessen Besitzer; er gebraucht meistens ‚Sündter‘ weil er das ihm sonst gelegene Sulzbacher Arzt (Erz) sich nicht zu verschaffen vermag, verkauft darnach das rauche Eisen (Roheisen), mit welchem er sich kümmerlich fortbringt.“
1722 hatte der Bauer Georg Graf (1675–1742) bereits Altneuhaus und 1740 Altenweiher erkauft. Sein Sohn Georg erhielt als Erbgut den Hammer Heringnohe, der andere Sohn Johann Georg das Hammergut Altneuhaus. 1757 kaufte dieser Johann Georg Graf aus Oberweißenbach von Maximilian von Blumenthal, der auf die Gant gekommen war, das Anwesen Hammergänlas. Am 2. Dezember 1757 wurde Johann Georg Graf (1718–1802) von dem Kurfürsten Maximilian III. Joseph in den Adelsstand erhoben, weil er „als einfacher Bauer mit viel Fleiß und Klugheit zwei Landsassengüter erwerben konnte“; danach nannte er sich Graf von Grafenstein. Johann Georg von Grafenstein war Landrichter in Parkstein. Sein Sohn Johann Georg (1742–1823) wurde im Januar 1767 Nachfolger seines Vaters in Parkstein, der andere Sohn Simon Andrä wurde 1784 Landrichter in Auerbach. Der Grafenbauernhof in Oberweißenbach existiert heute noch, er befindet sich seit rund 200 Jahren im Besitz der Familie Trummer.
Der Hammer Gänlas stellte 1861 die Eisenproduktion ein.

### Schlossbrauerei Hammergänlas
Das „Schloß-Bräu“ zu Gänlas wurde 1724 von der Familie Schreyer von Blumenthal gegründet. Diese Familie hatte es bis 1757 inne. 1812 wird die Hofmark Hammergänlas mit niederer Gerichtsbarkeit so beschrieben, dass hier neben dem Schloss ein Brauhaus nebst Keller und Wohnung, ein Malzhaus und ein Wirtshaus neben anderen Gebäuden bestehen. 1936 wurde das ganze Eigentum der Familie von Grafenstein vom Staat abgelöst. Dr. Adolf Rupert Gustav von Grafenstein kaufte von der Ablösesumme die Löwenbrauerei in Grafenwöhr, die heute nicht mehr besteht. Ebenso wurde das Gut in Obersteinbach in Markt Taschendorf erworben, das noch heute von einem Mitglied der Familie von Grafenstein bewirtschaftet wird.

### Ab der Gemeindebildung
Durch das Gemeindeedikt in Bayern wurde Hammergänlas 1818 ein Ortsteil der neu geschaffenen Gemeinde Nunkas. 1925 hatte der Ort 44 Einwohner in 9 Wohngebäuden.
Bei der Erweiterung des Truppenübungsplatzes Grafenwöhr gemäß dem Erlass des Reichswehrministeriums vom 28. Februar 1936 wurde der Ort abgesiedelt und zerstört.

## Heute
Heute sind Hammergänlas und Nunkas Wüstungen im Truppenübungsplatz Grafenwöhr. Das Areal an der Zufahrt zur jetzigen Schießbahn 201 ist mit Bäumen und Büschen verwachsen und teilweise bewaldet.
Hammergänlas wird als Bodendenkmal der Gemeinde Grafenwöhr unter der Aktennummer D-3-6336-0024 beschrieben, als „untertägige mittelalterliche und frühneuzeitliche Befunde in der Wüstung ‚Hammergänlas‘, darunter die Spuren eines Eisenhammers mit zugehörigem Hammerschloss“.